# フォトニック結晶

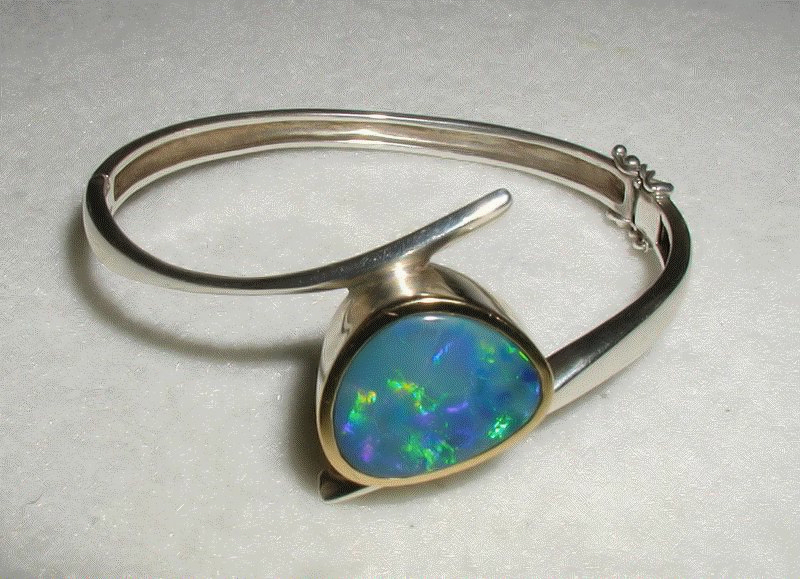
天然のフォトニック結晶であるオパール。オパール組織内では誘電率が光の波長オーダーである数百nmごとに変化しているため構造色を生じ、特有の色合いが生まれている

フォトニック結晶（フォトニックけっしょう、英語: photonic crystal）は、屈折率が周期的に変化するナノ構造体であり、その中の光（波長が数百-数千nmの電磁波）の伝わりかたはナノ構造によって制御できる。基本研究とともに応用開発がさかんに進められており、商業的な応用も登場している。

## 原理・構造
フォトニック結晶中の光の伝播は半導体中の電子の伝導と基礎方程式が同じ形で、波の性質もよく似ている。半導体中の電子の物質波に伝導帯・価電子帯・禁制帯があるのと同様、フォトニック結晶中で電磁波の伝播が許される波長帯域（パスバンド、通過域）・禁制帯域（バンドギャップ、遮断域）がある。
フォトニック結晶はナノ構造内部の光の回折・散乱・干渉を利用するので、可視光帯で用いるフォトニック結晶の構造周期は波長の半分程度、つまり200nm 程度で極めて微細である。そのためフォトニック結晶の作製は容易ではない。大規模で複雑なナノプロセスへの依存を最小限で済ませるため、自己組織化を利用したフォトニック結晶作製法も試みられている。また、1mm前後の孔をもつ母材を線引きすることでナノ構造をもつ光ファイバー（フォトニック結晶ファイバー）を作製する方法も実用化されている。

## 誕生から現在まで
1887年にレイリーは電磁波の伝播特性を研究し、膜に垂直に伝わる光にバンドギャップが存在することを発見した。この原理を応用した多層膜（ブラッグミラー）のような1次元の周期構造体が、最も単純なフォトニック結晶である。1次元周期構造は引き続き熱心に研究され、分布帰還 (DFB) レーザーの反射構造としても応用されている。2次元・3次元へと拡張したもの（多次元周期構造）には長年の研究の積み重ねがある。
1987年にヤブロノビッチの論文によって、3次元周期のフォトニック結晶でフルバンドギャップの概念の提唱とその実現可能性の検討がなされ、それがきっかけとなって3次元周期構造の理論的・実験的な研究が世界規模で盛んになった（ある光波長で3次元空間または2次元平面内のすべての方向・すべての偏光状態が禁制帯に入ることがあり、それをフルバンドギャップと言う）。
フルバンドギャップを利用すると光を局所的に閉じこめることができる。フォトニック結晶は光の自然発光レートを自在に制御する量子光学系のツール、将来の量子コンピュータなどへの応用も期待されている。現在でもフルバンドギャップをもつ構造を研究するグループは少なくないが、理想的な結晶を実現することは、現時点では、チャレンジングな課題と言える。

## フォトニックバンド構造の数値計算
フォトニックバンドギャップ波長帯域の位置、大きさを知ることは研究上重要であるが、そのためにはコンピュータによる数値計算に頼らなければならない。式はマクスウェルの方程式から導きだされる方法としては平面波展開法、時間領域差分法(FDTD)などがある。これらの方法により、波数と周波数の分散関係図を得ることによりフォトニックバンドギャップ位置と広がりの大きさを知る事ができる。

## 最近の研究・開発の流れ
現在の研究・開発の方向として、必ずしも3次元フルバンドギャップの実現を目指すもののみならず、各種の周期構造の利用を図る努力がなされている。以下に主なものを記す。
2次元のフォトニック結晶デバイスの開発
3次元フルバンドギャップに比べて2次元フルバンドギャップ、特に偏波方向を限定した（電界が2次元面内にあるモードの）フルバンドギャップは実現し易い。2次元フォトニック結晶を光集積デバイスに適用する研究は世界的に盛んで、注目すべき物理現象が見いだされている。例えばその構造の中に共振器（光の自励振動が保持される構造）や導波路（光の通路）を作ると，光を数十万サイクル蓄積したり、進行速度を真空中より2桁も低くできることなどが日本の研究者などによって確かめられている。これらは、将来の量子通信や演算などへの応用や、スローライト技術・ストッピングライト技術の一つとして世界的な関心を集めている。
フォトニック結晶ファイバー
最初に現れた2次元周期フォトニック結晶の応用製品はフォトニック結晶ファイバーである。これはナノスケールの構造を持った光ファイバーであり、非線形効果が高い、分散特性（信号が伝送される時の遅延時間と光波長の間の関数関係）の設計自由度が高い、急峻な屈曲でも光が洩れないなど、従来の光ファイバーとは異なる機能、異なる利用波長をもっている。
3次元フォトニック結晶チップ
バイアススパッタリングの特性を利用する自己成形プロセスが日本で開発された。バルク人工誘電体であって、通過帯やバンドギャップを目的に応じて自由に設計し分ける。自由にパタン化できる特徴があり、撮像素子、光ディスクの記録再生素子、計測システム、通信デバイスなどに幅広い応用がある。産業化の初期段階に入りつつある。
大面積コヒーレントレーザー
従来の半導体レーザーの概念では、大面積コヒーレント発振は極めて困難であるが、フォトニック結晶により初めて可能になることが示された。これは、2次元フォトニック結晶のバンド端における光の群速度零を利用したもの。現在、単一縦横モードで真円形状の面発光レーザーが室温連続で40mW以上の出力で動作するところまで示され、産業化の初期段階に入りつつある。
物体を「見えなく」する研究
人間の視覚はもちろんのこと、あらゆる分野で光は観測手段として重要である。光が物体にぶつかると軌道を変え、さまざまな方向に行く。この現象を分散といい、分散した光の一部が観測装置に来ると、装置は物体の存在を知ることができる。
フォトニック結晶にぶつかってきた光がその後どのように軌道を変えるかは、結晶の構造に大きく依存する。そのため、フォトニック結晶の設計で、光に関する性質を決定することが可能。光が衝突しても、変化の度合いを小さくする（分散を抑える）ように設計すれば、フォトニック結晶を観測装置が探知することを難しくすることができる。
これを応用し、観測装置に探知されにくいように設計したフォトニック結晶で物体を覆うことで、その物体を発見することを困難にする試みがある。独カールスルーエ技術研究所などの研究チームの2010年の発表によると、フォトニック結晶で金の表面のわずかな「こぶ」を覆ったところ、こぶによる光の分散が抑えられ、光の一種である赤外線ではこぶを検知できなくなくすることに成功したとのこと。設計を工夫して効果を可視光にも広げれば、ゆがんだ金の表面でも人間の目には「平ら」にしか見えず、見かけ上、こぶは消えることになる。この実験で隠すのに成功したのは、金の表面から1000分の1ミリ・メートルの高さのこぶ。研究チームは「人間や車を隠す技術にはほど遠いが、原理的には大きな一歩だ」としている。
その他、オパール構造の自己成形作用を利用するもの、2次元回折格子形状を利用する発光素子（2次元レーザー、発光ダイオードなど）、表面加工形2次元周期構造などの研究開発も盛んである。

## 文献
- 川上彰二郎, 大寺康夫, 川嶋貴之、「フォトニック結晶の作製と光デバイスへの応用」 『応用物理』 1999年 68巻 12号 p.1335-1345, doi:10.11470/oubutsu1932.68.1335, 応用物理学会
- 迫田和彰, 井上久遠、「フォトニック結晶のレーザー動作」 『応用物理』 1999年 68巻 12号 p.1372-1375, doi:10.11470/oubutsu1932.68.1372, 応用物理学会
- J.D.ジョーノポーラス、Robert D. Meade、Joshua N. Winn『フォトニック結晶: 光の流れを型にはめ込む』コロナ社、2000年。ISBN 9784339007275。
- 吉野勝美、武田寛之『フォトニック結晶の基礎と応用』コロナ社、2004年3月31日。ISBN 9784339007671。
- 納富雅也、「フォトニック結晶による全光制御の進展」 『電子情報通信学会誌』 2008年 91巻 11号 p.971-978, NAID 110006990536, 日本物理学会
- 小坂英男、「フォトニック結晶による光学の進化」 『日本物理學會誌』 2000年 55巻 3号 p.172-179
- 迫田和彰『フォトニック結晶入門』森北出版、2004年。ISBN 9784627772816。
- 『フォトニック結晶技術の応用』シーエムシー出版、2007年。ISBN 9784882319252。
- 川尻慎也『イオン注入を用いたフォトニック結晶導波路と発光素子の作製・評価に関する研究』群馬大学工学研究科〈修士論文〉、2010年、1-61頁。hdl:10087/8750。
- Jean-Michel Lourtioz、Jean-Michel Gerard、Henri Benisty、Vincent Berger、Daniel Maystre、Alexei Tchelnokov、Dominique Pagnoux『フォトニック結晶』オーム社、2012年。ISBN 9784274503795。
- 川上彰二郎『フォトニック結晶技術の新展開: 産業化への動向』シーエムシー出版、2014年3月10日。ISBN 9784781308753。